# Jessica Chastain
Jessica Michelle Chastain, född 24 mars 1977 i Sacramento i Kalifornien, är en amerikansk skådespelare och producent.
Jessica Chastain spelade gästroller i olika TV-serier innan hon gjorde sin långfilmsdebut 2008 i Jolene. År 2011 blev Chastains stora genombrottsår, då hon medverkade i sju filmer, varav två stycken blev Oscarnominerade; The Tree of Life och Niceville. Hennes roll som Celia Foote i Niceville fick fina recensioner och hon blev nominerad till såväl en Oscar, som en Golden Globe, en Screen Actors Guild Award och en BAFTA Award för Bästa kvinnliga biroll. Året därpå blev hon återigen nominerad till en Oscar, BAFTA, Screen Actors Guild och vann Golden Globe för sin roll som Maya i den militära thrillern Zero Dark Thirty.
År 2012 blev hon nämnd som en av de 100 mest inflytelserika personerna i världen av TIME Magazine.

## Tidigt liv och utbildning
Chastain föddes i Sacramento i Kalifornien i en familj där hennes mor arbetade som vegansk kock och där hennes styvfar var brandman.
Hon tog studenten från El Camino High School i Sacramento år 1995 och gick på Sacramento City College, där hon var medlem i debattklubben. År 1998 spelade hon Julia i en uppsättning av Romeo och Julia av TheatreWorks, en professionell teatergrupp i San Francisco. Chastain gick sedan på Juilliard School i New York och var en av medlemmarna av dramagruppen 32 (1999–2003), som också inkluderade Michael Urie. Fonden som gjorde det möjligt för henne att gå på skolan var försedd av Robin Williams. Hon medverkade i flera teaterproduktioner och studentfilmer. Hon tog examen från Juilliard med en Bachelor of Arts år 2003.

## Privatliv
Den 10 juni 2017 gifte hon sig med den italienske greven Gian Luca Passi de Preposulo (född 1982). År 2018 fick paret en dotter genom surrogatmödraskap. År 2020 fick paret en son.

## Filmografi (i urval)
- 2008 – Jolene
- 2008 – Stolen
- 2010 – The Debt
- 2011 – The Tree of Life
- 2011 – The Fields
- 2011 – Niceville
- 2011 – Take Shelter
- 2011 – Wilde Salome
- 2011 – Texas Killing Fields
- 2012 – Lawless
- 2012 – To the Wonder
- 2012 – Madagaskar 3 (röst)
- 2012 – Tar
- 2012 – Zero Dark Thirty
- 2013 – Mama
- 2013 – Salomé
- 2013 – The Disappearance of Eleanor Rigby
- 2014 – Miss Julie
- 2014 – Interstellar
- 2014 – A Most Violent Year
- 2015 – Crimson Peak
- 2015 – The Martian
- 2017 – The Zookeeper's Wife
- 2017 – Molly's Game
- 2019 – X-Men: Dark Phoenix
- 2019 – Det: Kapitel 2
- 2021 – Scenes from a Marriage (TV-serie)
- 2021 – The Eyes of Tammy Faye
- 2022 – Agents 355
- 2022 – Armageddon Time
- 2022 – The Good Nurse
- 2022–2023 – George & Tammy (TV-serie)
- 2023 – Memory
- 2024 – Mothers' Instinct